# Hennig Brand
Hennig Brand (1630 – 1692) è stato un mercante e alchimista tedesco che ad Amburgo scoprì il fosforo intorno al 1669.

## Biografia
Le circostanze della nascita di Brand sono sconosciute. Alcune fonti descrivono le sue origini umili e indicano che da giovane era stato un apprendista vetraio. Tuttavia, la corrispondenza con la sua seconda moglie Margaretha afferma che egli era di elevata posizione sociale. In ogni caso ricoprì un posto di ufficiale inferiore dell'esercito durante la Guerra dei trent'anni e la dote apportata dalla sua prima moglie fu notevole, cosa che gli consentì di perseguire l'alchimia e lasciare l'esercito.
Egli fu uno dei molti cercatori della pietra filosofale.
Come altri alchimisti dell'epoca, cercò la pietra filosofale, una sostanza che presumibilmente avrebbe trasformato metalli (come piombo) in oro. Con la morte della sua prima moglie, aveva esaurito i suoi averi spesi in questa folle impresa. Sposò quindi la sua seconda moglie, Margaretha, una ricca vedova le cui risorse finanziarie gli permisero di continuare la ricerca.
Come molti prima di lui, si interesso allo studio dell'acqua  (H2O) provando a combinarla con altri materiali, in centinaia di combinazioni. Aveva visto, casualmente in un libro, 400 Auserlensene Chemische Process, di F. T. Kessler di Strasburgo, che un miscuglio di allume, salnitro (nitrato di potassio) e urina concentrata avrebbe trasformato i metalli vili in argento (la ricetta che non funzionò).
Intorno al 1669, riscaldando residui di urina in un recipiente, fino a portarli all'ebollizione e facendoli consumare, vide sprigionarsi dei fumi che si incendiarono producendo una fiamma verde pallido. Raccolse il liquido residuo facendolo solidificare in un barattolo. Ciò che aveva raccolto era fosforo, che chiamò così dal termine greco phosphorus che significa "portatore di luce".
Il fosforo deve essere stato una grande scoperta per un alchimista del tempo: si trattava di un prodotto dell'uomo, che sembrava brillare di una "forza vitale" che non diminuiva nel tempo (e non aveva bisogno di ri-esposizione alla luce, come la già scoperta pietra di Bologna). Brand mantenne segreta la scoperta, come era uso fra gli alchimisti del tempo, e lavorò con il fosforo cercando, senza successo, di usarlo per produrre oro.
La sua ricetta era:
- Far bollire l'urina per ridurla a uno sciroppo denso.
- Scaldarla fino a quando distilla un olio rosso.
- Lasciare raffreddare il residuo, composto di una parte superiore spugnosa nera e una parte inferiore salata.
- Scartare il sale, mescolare il nuovo olio rosso con materiale nero.
- Scaldare la miscela a temperatura elevata per 16 ore.
- Evaporano prima dei fumi bianchi, poi distilla un olio e quindi il fosforo.
- Il fosforo può essere gettato in acqua fredda a solidificare.

La reazione chimica di Brand fu la seguente: le urine contengono fosfati PO43-, come fosfato di sodio (per esempio con Na+), e varie sostanze organiche a base carboniosa. Sotto l'effetto di elevate temperature, l'ossigeno legato ai fosfati reagisce con il monossido di carbonio CO, rilasciando l'elemento chimico fosforo (P), sotto forma di gas. Il gas condensa in liquido a circa 280 °C e quindi solidifica (nell'allotropo fosforo bianco) al di sotto dei 44 °C (in funzione della purezza). Questa stessa reazione fondamentale è usata ancora oggi  (ma con minerali fosfatici, coke per il carbonio, e forni elettrici).
Il processo di Brand produceva molto meno fosforo di quello che avrebbe potuto dare. La parte di sale scartato conteneva la maggior parte del fosfato. Egli usò circa 5.500 litri di urina per produrre appena 120 grammi di fosforo. Se avesse tenuto l'intero residuo egli avrebbe potuto ottenere molte volte il quantitativo prodotto (1 litro di urina umana di adulto contiene circa 1,4 g di sali di fosforo, che ammontano a circa 0,11 grammi di fosforo bianco puro).